# Thammarot Jaichuen
Thammarot Jaichuen (tiếng Thái: ธรรมรส ใจชื่น), tên trước đây là Kanokkorn Jaicheun (tiếng Thái: กนกกร ใจชื่น) (sinh ngày 30 tháng 6 năm 1986), biệt danh Som (tiếng Thái: ส้ม) là một nữ diễn viên và là thí sinh sắc đẹp đã chiến thắng cuộc thi Hoa hậu Thế giới Thái Lan 2007 và đại diện cho Thái Lan tại cuộc thi Hoa hậu Thế giới 2007 ở Trung Quốc. Cô học nghệ thuật giao tiếp tại Đại học Bangkok và thạc sĩ quản trị kinh doanh tại Đại học Sri Patum.

## Phim điện ảnh
- ซามูไร อโยธยา (Yamada: The Samurai of Ayothaya) năm 2010.